# Courage Compétition
Courage Compétition – były francuski konstruktor i zespół wyścigowy, założony w 1982 roku przez francuskiego kierowcę wyścigowego Yves’a Courage’a z bazą w Le Mans, nieopodal toru Circuit de la Sarthe. W 2010 roku Yves Courage założył firmę Courage Technology zajmującą się rozwojem elektrycznych samochodów wyścigowych.
Przez lata ekipa Courage produkowała samochody stosowane w wyścigach długodystansowych, a więc również w 24-godzinnym wyścigu Le Mans. Początkowo firma współpracowała z Fordem. W 1985 roku zawarto długoletnią współpracę z Porsche, która trwała do 1999 roku. Courage stworzył wówczas prototypy startujące głównie w World Sportscar Championship (C12-C51). W 2000 roku stworzono prototyp C60 współpracujący z silnikiem Judd, zaś w sezonie 2006 z Mugen Motorsports stworzono Courage LC70 startujący w 24-godzinnym wyścigu Le Mans. 14 września 2007 roku Courage Compétition zostało wykupione przez ekipę Oreca, która zajęła się rozwojem prototypów Courage w wyścigach Le Mans.
Courage prowadził również swój własny zespół wyścigowy pod tą samą nazwą. W historii startów ekipa ta pojawiała się w stawce World Sportscar Championship, 1000km of Le Mans, Le Mans Endurance Series, American Le Mans Series, FIA Sportscar Championship, 24-godzinnym wyścigu Le Mans, Le Mans Series, FIA Sportscar Championship, American Le Mans Series, European Le Mans Series, 1000km of Le Mans oraz Le Mans Endurance Series.

## Sukcesy zespołu
- Le Mans Endurance Series

2004 (LMP2) - Courage C65 (Alexander Frei, Sam Hancock)